# Ken Barton (Fußballspieler)
Kenneth Rees „Ken“ Barton (* 20. September 1937 in Caernarfon; † 6. September 1982 in Chester) war ein walisischer Fußballspieler. Auf der rechten Abwehrseite gehörte er zum erweiterten Kader von Tottenham Hotspur, der 1961 das „Double“ aus englischer Meisterschaft und FA Cup gewann. Er kam dabei aber nicht nennenswert zum Zuge und stand im Schatten von „Dauerbrenner“ Peter Baker.

## Sportlicher Werdegang
Barton spielte im Januar 1954 beim Nordlondoner Klub Tottenham Hotspur vor und war dann dort ab Mai 1955 als Amateur beschäftigt. Im Oktober 1956 unterzeichnete er den ersten Profivertrag bei den „Spurs“, aber es sollte lange bis zu seinem Debüt in der ersten Mannschaft dauern. Er stand als Verteidiger auf der rechten Seite stets im Schatten von Peter Baker und in dessen einmaliger verletzungsbedingten Abwesenheit während der Saison 1960/61 bestritt er sein erstes Ligaspiel gegen Manchester United. In diesem Jahr gewann Tottenham das „Double“ aus englischer Meisterschaft und FA Cup. Da Bartons Beitrag nahezu unbedeutend war, erhielt er aber keine offizielle Titelträgermedaille. In den folgenden drei Jahren bestritt er nur noch drei weitere Partien – zwei in der Saison 1961/62 sowie am vorletzten Spieltag der Saison 1963/64, als die Spurs heftig mit 2:7 gegen den FC Burnley „untergingen“.
Im September 1964 zog es Barton in den Londoner Osten zum FC Millwall. Dort kam er jedoch überhaupt nicht zum Zuge und bereits im Dezember 1964 ging es weiter zum Drittligisten Luton Town. Für diesen Verein absolvierte er elf Ligapartien, stieg jedoch in der Saison 1964/65 in die Viertklassigkeit ab. Kurz darauf kehrte Barton dem Profifußball den Rücken, als er im Amateurbereich bei Dunstable Town anheuerte.
Frühzeitig verstarb Barton kurz vor seinem 45. Geburtstag in Chester.